# Henry Peyron
Henry Georg Rudolf Peyron, född 14 juni 1883 i Skeppsholms församling, Stockholm, död 18 februari 1972 i Oscars församling, Stockholm, var en svensk militär och kavalleriinspektör.

## Biografi
Henry Peyron avlade officersexamen den 18 december 1903 och inträdde samma år som underlöjtnant vid Livregementets dragoner (K 2). 1906 befordrades han till löjtnant och 1917 till ryttmästare. Han hade dessförinnan studerat vid Krigshögskolan 1910–1912 och varit generalstabsaspirant 1913–1915. 1917 överflyttades han även till Generalstaben (GS) där han blev kapten. 1918 erhöll han avsked ur den svenska armén och inträdde istället i den finska som överstelöjtnant, han återinträdde emellertid senare samma år och blev då återigen ryttmästare i K 2. Han flyttades tillbaka till GS samma år och året därpå återigen ryttmästare i K 2 och befordrades till major 1924 för att hamna på GS igen 1926. Han hade då även tjänstgjort som militärattaché i Rom 1919–1921 och i Berlin 1924–1926 samt som ledamot av kavalleriexerciskommissionen 1919 och ledare för försök med kulsprutegevär i kavalleriet 1921–1922. Peyron befordrades till överstelöjtnant i GS 1928.
Han var ordförande i Skövde fältrittklubb 1933–1937 och senare vice ordförande i Stockholms fältrittklubb samt styrelseledamot i Svenska Ridsportens Centralförbund. Henry Peyron utsågs 1937 också till överste och sekundchef för Livregementet till häst 1937 men befordrades redan tre år senare, 1940, till generalmajor och kavalleriinspektör, en befattning han behöll till 1943. Peyron erhöll avsked 1948.
Peyron var även tävlingsfäktare och deltog i sommarolympiaden 1908. Kort efter olympiaden deltog han även i en militär fäktningsturnering för officerare, vilken beskrivs i boken "Bröder i fäktkonst". Där kan man även ta del av hans gedigna militära karriär. Vidare var han ledamot av Kungliga Krigsvetenskapsakademien och författare till ett flertal artiklar om diverse olika militära och politiska ämnen.
Henry Peyron avled 1972 och är begravd på Norra begravningsplatsen i Solna kommun.

## Familj
Henry Peyron var son till viceamiral Knut Peyron och Kathinka Due. Från år 1908 var han gift med Louise född Reuterskiöld (1887–1967), dotter till envoyén Lennart Reuterskiöld. De fick fyra barn: generalmajoren  Lennart Peyron (1909–1981), konstnären Louise Peyron-Carlberg (1911–1978), översättaren Elsie Tollet (1914–1981) och generalmajoren Gustaf Peyron (1921–2007).

## Utmärkelser i urval
- Konung Gustaf V:s jubileumsminnestecken med anledning av 70-årsdagen
- Kommendör av 1:a klassen av Svärdsorden.
- Riddare av 1:a klassen av Vasaorden.
- Tyska örnens orden
- Stora Korset av Finlands vita ros[källa behövs]

## Litteratur

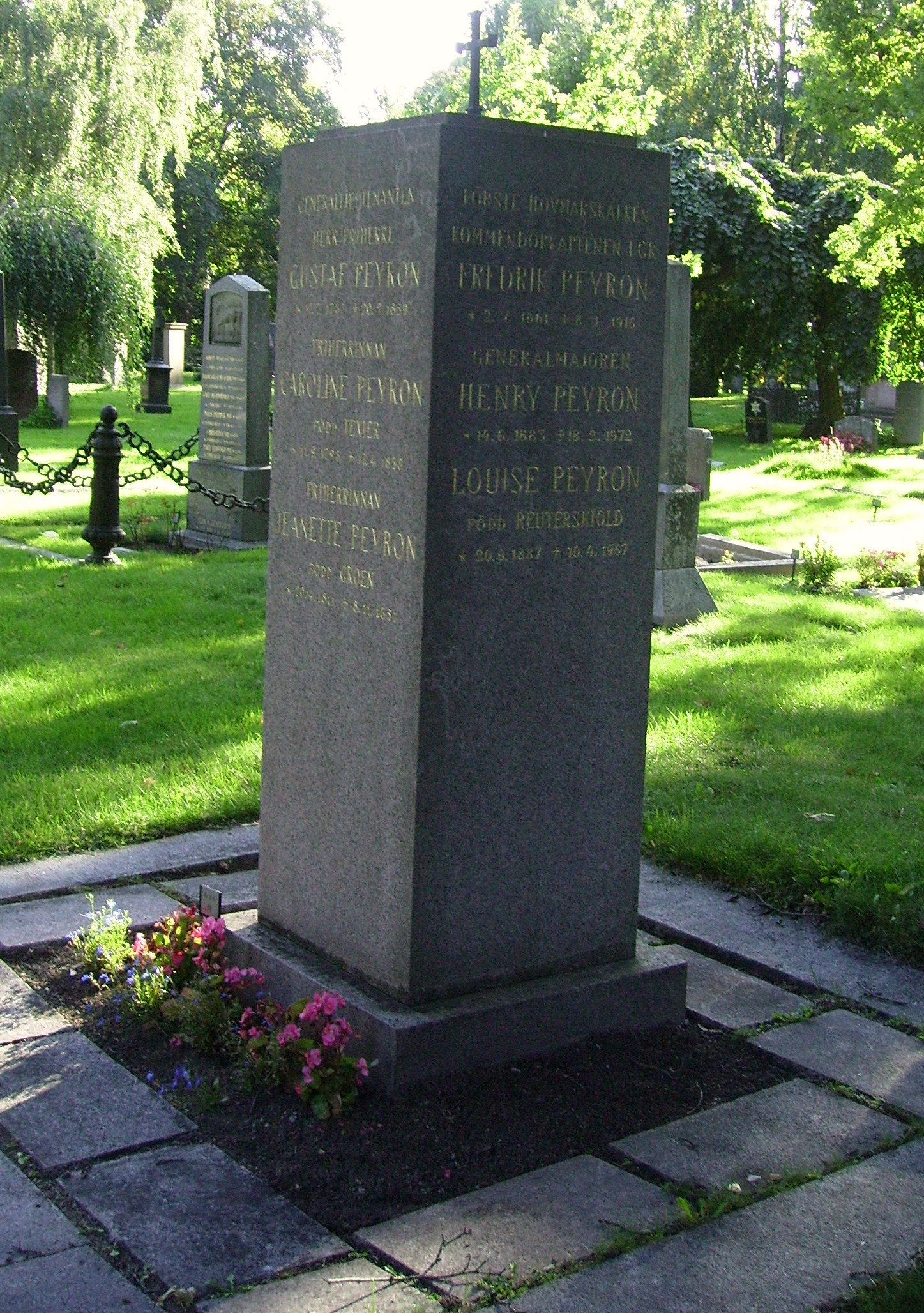
Henry Peyrons gravvård på Norra begravningsplatsen.